# エンジェル★うっきー
「エンジェル★うっきー」は、エンジェル隊の4枚目のシングル。2003年1月22日にLantisから発売された。

## 概要
テレビ大阪・テレビ東京アニメ『ギャラクシーエンジェル』に登場するエンジェル隊（ミルフィーユ・桜葉、蘭花・フランボワーズ、ミント・ブラマンシュ、フォルテ・シュトーレン、ヴァニラ・H）が歌う、第3期の後期（第15〜25回）オープニングテーマ、エンディングテーマが収録されている。
DVD『ギャラクシーエンジェル ミュージックコレクション2』付属CD『ギャラクシーエンジェルAA スペシャルCD「エンジェルLOVE〜メアリーの憂鬱〜前編」』に、メアリー少佐役で出演した影山ヒロノブとエンジェル'04（新谷良子、田村ゆかり、沢城みゆき、山口眞弓、かないみか）が歌う「エンジェル★うっきー影山ヒロノブとエンジェル'04」が収録されている。

## 収録曲
1. エンジェル★うっきー [3:29]
作詞：田辺智沙、作曲・編曲：HULK
  - テレビ大阪・テレビ東京系アニメ『ギャラクシーエンジェル』（第3期）後期オープニングテーマ
2. ドタバタ☆エンジェループ [4:12]
作詞：江幡育子、作曲・編曲：金井江右
  - テレビ大阪・テレビ東京系アニメ『ギャラクシーエンジェル』（第3期）後期エンディングテーマ
3. エンジェル★うっきー（off vocal）
4. ドタバタ☆エンジェループ（off vocal）

## 収録作品
アルバム
- 『ギャラクシーエンジェル オリジナルサウンドトラック ぷらす』
  - エンジェル★うっきーTV size
  - ドタバタ☆エンジェループTV size

- 『ギャラクシーエンジェルAA スペシャルCD「エンジェルLOVE〜メアリーの憂鬱〜前編」』
  - エンジェル★うっきー影山ヒロノブとエンジェル'04

- 『ギャラクシーエンジェル ベストヴォーカルCD』
  - ドタバタ☆エンジェループ
  - エンジェル★うっきー

- 『ギャラクシーエンジェル 闇鍋CD 極』
  - エンジェル★うっきー

- 『ナニコレ。萌（なつかしい にんきの これくしょん）〜girls unit compilation〜』
  - エンジェル★うっきー